# Boxe nos Jogos Asiáticos de 2022
O boxe nos Jogos Asiáticos de 2022 foi realizado no Ginásio de Hangzhou [en], na cidade de Hangzhou, na China, entre os dias 24 de setembro a 5 de outubro de 2023. Esse torneio também serviu como um evento de qualificação continental [en] para os Jogos Olímpicos de Verão de 2024, que foram realizados em Paris, na França.

## Cronograma
| P | Rodada de 32 | R | Oitavas de final | ¼ | Quartas de final | ½ | Semifinais | F | Final |

| Evento↓/Data →    | 24 Dom | 25 Seg | 26 Ter | 27 Qua | 28 Qui | 29 Sex | 30 Sáb | 1 Dom | 2 Seg | 3 Ter | 4 Qua | 5 Qui |
| ----------------- | ------ | ------ | ------ | ------ | ------ | ------ | ------ | ----- | ----- | ----- | ----- | ----- |
| Masculino 51 kg   |        | P      |        |        | R      |        |        |       |       | ¼     | ½     | F     |
| Masculino 57 kg   |        |        | P      |        |        |        | R      |       |       | ¼     | ½     | F     |
| Masculino 63,5 kg | P      |        |        | R      |        |        |        | ¼     |       | ½     | F     |       |
| Masculino 71 kg   |        | P      |        |        | R      |        | ¼      |       |       | ½     | F     |       |
| Masculino 80 kg   | P      |        |        |        |        | R      |        | ¼     |       |       | ½     | F     |
| Masculino 92 kg   |        |        |        | R      |        | ¼      |        | ½     |       | F     |       |       |
| Masculino +92 kg  |        |        | R      |        |        |        | ¼      |       |       | ½     |       | F     |
| Feminino 50 kg    | P      |        |        | R      |        | ¼      |        | ½     |       | F     |       |       |
| Feminino 54 kg    | R      |        |        |        |        |        | ¼      |       |       | ½     | F     |       |
| Feminino 57 kg    |        |        |        |        |        | R      |        | ¼     |       |       | ½     | F     |
| Feminino 60 kg    | P      |        |        |        | R      |        |        | ¼     |       | ½     | F     |       |
| Feminino 66 kg    |        | R      |        |        |        |        |        | ¼     |       |       | ½     | F     |
| Feminino 75 kg    |        |        | R      |        |        |        | ¼      |       |       | ½     | F     |       |

## Medalhistas

### Masculino
| Evento                            | Ouro                                 | Prata                                | Bronze                                      |
| --------------------------------- | ------------------------------------ | ------------------------------------ | ------------------------------------------- |
| Peso mosca (51 kg)                | Hasanboy Dusmatov UZB Uzbequistão    | Thitisan Panmod THA Tailândia        | So Chon-ryong PRK Coreia do Norte           |
| Peso mosca (51 kg)                | Hasanboy Dusmatov UZB Uzbequistão    | Thitisan Panmod THA Tailândia        | Tomoya Tsuboi JPN Japão                     |
| Peso pena (57 kg)                 | Abdumalik Khalokov UZB Uzbequistão   | Shudai Harada JPN Japão              | Lü Ping CHN China                           |
| Peso pena (57 kg)                 | Abdumalik Khalokov UZB Uzbequistão   | Shudai Harada JPN Japão              | Rujakran Juntrong THA Tailândia             |
| Peso meio-médio ligeiro (63,5 kg) | Baatarsükhiin Chinzorig MGL Mongólia | Lai Chu-en TPE Taipé Chinês          | Ali Qasim IRQ Iraque                        |
| Peso meio-médio ligeiro (63,5 kg) | Baatarsükhiin Chinzorig MGL Mongólia | Lai Chu-en TPE Taipé Chinês          | Bunjong Sinsiri THA Tailândia               |
| Peso médio-ligeiro (71 kg)        | Sewon Okazawa JPN Japão              | Kan Chia-wei TPE Taipé Chinês        | Baýramdurdy Nurmuhammedow TKM Turcomenistão |
| Peso médio-ligeiro (71 kg)        | Sewon Okazawa JPN Japão              | Kan Chia-wei TPE Taipé Chinês        | Aslanbek Shymbergenov KAZ Cazaquistão       |
| Peso meio-pesado (80 kg)          | Tuohetaerbieke Tanglatihan CHN China | Eumir Marcial PHI Filipinas          | Turabek Khabibullaev UZB Uzbequistão        |
| Peso meio-pesado (80 kg)          | Tuohetaerbieke Tanglatihan CHN China | Eumir Marcial PHI Filipinas          | Ahmad Ghossoun SYR Síria                    |
| Peso pesado (92 kg)               | Davlat Boltaev TJK Tajiquistão       | Han Xuezhen CHN China                | Sagyndyk Togambay KAZ Cazaquistão           |
| Peso pesado (92 kg)               | Davlat Boltaev TJK Tajiquistão       | Han Xuezhen CHN China                | Jeong Jae-min KOR Coreia do Sul             |
| Peso superpesado (+92 kg)         | Bakhodir Jalolov UZB Uzbequistão     | Kamshybek Kunkabayev KAZ Cazaquistão | Narender Berwal IND Índia                   |
| Peso superpesado (+92 kg)         | Bakhodir Jalolov UZB Uzbequistão     | Kamshybek Kunkabayev KAZ Cazaquistão | Bayikewuzi Danabieke CHN China              |

### Feminino
| Evento                     | Ouro                             | Prata                              | Bronze                              |
| -------------------------- | -------------------------------- | ---------------------------------- | ----------------------------------- |
| Peso mosca-ligeiro (50 kg) | Wu Yu CHN China                  | Chuthamat Raksat THA Tailândia     | Oyuntsetsegiin Yesügen MGL Mongólia |
| Peso mosca-ligeiro (50 kg) | Wu Yu CHN China                  | Chuthamat Raksat THA Tailândia     | Nikhat Zareen IND Índia             |
| Peso galo (54 kg)          | Pang Chol-mi PRK Coreia do Norte | Chang Yuan CHN China               | Preeti Pawar IND Índia              |
| Peso galo (54 kg)          | Pang Chol-mi PRK Coreia do Norte | Chang Yuan CHN China               | Nigina Uktamova UZB Uzbequistão     |
| Peso pena (57 kg)          | Lin Yu-ting TPE Taipé Chinês     | Karina Ibragimova KAZ Cazaquistão  | Mijgona Samadova TJK Tajiquistão    |
| Peso pena (57 kg)          | Lin Yu-ting TPE Taipé Chinês     | Karina Ibragimova KAZ Cazaquistão  | Rescindido                          |
| Peso leve (60 kg)          | Yang Wenlu CHN China             | Won Un-gyong PRK Coreia do Norte   | Thananya Somnuek THA Tailândia      |
| Peso leve (60 kg)          | Yang Wenlu CHN China             | Won Un-gyong PRK Coreia do Norte   | Wu Shih-yi TPE Taipé Chinês         |
| Peso meio-médio (66 kg)    | Yang Liu CHN China               | Janjaem Suwannapheng THA Tailândia | Natalya Bogdanova KAZ Cazaquistão   |
| Peso meio-médio (66 kg)    | Yang Liu CHN China               | Janjaem Suwannapheng THA Tailândia | Chen Nien-chin TPE Taipé Chinês     |
| Peso médio (75 kg)         | Li Qian CHN China                | Lovlina Borgohain IND Índia        | Baison Manikon THA Tailândia        |
| Peso médio (75 kg)         | Li Qian CHN China                | Lovlina Borgohain IND Índia        | Lưu Diễm Quỳnh VIE Vietnã           |

## Nações participantes
Um total de 238 atletas de 38 nações competiram no boxe nos Jogos Asiáticos de 2022:
- AFG Afeganistão (3)
- BRN Bahrein (2)
- BAN Bangladesh (3)
- BHU Butão (3)
- CHN China (13)
- TPE Taipé Chinês (8)
- HKG Hong Kong (1)
- IND Índia (13)
- INA Indonésia (5)
- IRI Irã (5)
- IRQ Iraque (1)
- JPN Japão (10)
- JOR Jordânia (8)
- KAZ Cazaquistão (13)
- KUW Kuwait (4)
- KGZ Quirguistão (7)
- LAO Laos (4)
- MAC Macau (1)
- MAS Malásia (2)
- MGL Mongólia (13)
- NEP Nepal (13)
- PRK Coreia do Norte (9)
- PAK Paquistão (4)
- PLE Palestina (3)
- PHI Filipinas (10)
- QAT Catar (1)
- KSA Arábia Saudita (6)
- SGP Singapura (1)
- KOR Coreia do Sul (13)
- SRI Sri Lanka (2)
- SYR Síria (2)
- TJK Tajiquistão (12)
- THA Tailândia (11)
- TKM Turcomenistão (4)
- UAE Emirados Árabes Unidos (4)
- UZB Uzbequistão (13)
- VIE Vietnã (9)
- YEM Iêmen (2)

## Tabela de medalhas
| Pos.                | País                  | Ouro | Prata | Bronze | Total |
| ------------------- | --------------------- | ---- | ----- | ------ | ----- |
| 1                   | China (CHN)           | 5    | 2     | 2      | 9     |
| 2                   | Uzbequistão (UZB)     | 3    | 0     | 2      | 5     |
| 3                   | Taipé Chinês (TPE)    | 1    | 2     | 2      | 5     |
| 4                   | Coreia do Norte (PRK) | 1    | 1     | 1      | 3     |
| 4                   | Japão (JPN)           | 1    | 1     | 1      | 3     |
| 6                   | Mongólia (MGL)        | 1    | 0     | 1      | 2     |
| 6                   | Tajiquistão (TJK)     | 1    | 0     | 1      | 2     |
| 8                   | Tailândia (THA)       | 0    | 3     | 4      | 7     |
| 9                   | Cazaquistão (KAZ)     | 0    | 2     | 3      | 5     |
| 10                  | Índia (IND)           | 0    | 1     | 3      | 4     |
| 11                  | Filipinas (PHI)       | 0    | 1     | 0      | 1     |
| 12                  | Coreia do Sul (KOR)   | 0    | 0     | 1      | 1     |
| 12                  | Iraque (IRQ)          | 0    | 0     | 1      | 1     |
| 12                  | Síria (SYR)           | 0    | 0     | 1      | 1     |
| 12                  | Turcomenistão (TKM)   | 0    | 0     | 1      | 1     |
| 12                  | Vietnã (VIE)          | 0    | 0     | 1      | 1     |
| Total (16 entradas) | Total (16 entradas)   | 13   | 13    | 25     | 51    |